# Stanisław Radziwon
Stanisław Radziwon (ur. 29 sierpnia 1907 w Dolistowie, zm. 10 lipca 1973 w Edynburgu) – kapitan piechoty Polskich Sił Zbrojnych, urzędnik sanacyjnych władz wileńskich niższego szczebla, członek i działacz środowiska emigracyjnego w Szkocji.

## Życiorys

### Dzieciństwo i młodość
Stanisław Radziwon urodził się 29 sierpnia 1907 w Dolistowie, w ówczesnym powiecie białostockim, w rodzinie Szymona Radziwon i Urszuli z domu Kucharskiej. W czasie I wojny światowej wraz z trzema braćmi i siostrą był wysłany przez ojca w głąb ówczesnej Rosji (Gubernie mohylewska i mińska), by uniknąć niebezpieczeństwa grożącego od pobliskich walk frontowych. Przez długi czas przebywali oni pod opieką znanej ojcu, zaprzyjaźnionej, zamożnej rodziny ziemiańskiej – państwa Sławińskich. Tam, w pobliskiej Kałudze, wraz ze swoim starszym bratem Władysławem przez 2 lata uczęszczał do lokalnej szkoły.

### Okres międzywojenny
W 1918, po powrocie do Polski, kontynuował naukę w szkole powszechnej, od 1922 w Gimnazjum im. Adama Mickiewicza w Grodnie. 28 maja 1927 złożył maturę. Przed rozpoczęciem studiów, od 15 sierpnia 1930 do 30 czerwca 1931, odbył kurs w Szkole Podchorążych Rezerwy Piechoty Nr 5 w Łobzowie. Po odbyciu ćwiczeń rezerwy mianowany został podporucznikiem ze starszeństwem z dniem 1 stycznia 1933, w korpusie oficerów piechoty. Posiadał przydział mobilizacyjny do 5 pułku piechoty Legionów. W 1936 został awansowany do stopnia porucznika rezerwy. Wniosek awansowy podpisał ówczesny dowódca 6 pułku piechoty Legionów, ppłk. dypl. Zygmunt Berling.
W życiu prywatnym najpierw zawarł związek małżeński (w grudniu 1930 roku) z Wilnianką – Marią z Szabłowskich, a jesienią 1931 rozpoczął studia prawnicze na Uniwersytecie Stefana Batorego, gdzie po 4 latach otrzymał tytuł magistra praw (23 listopada 1935 r.). W okresie studiów pracował dorywczo próbując swoich sił jako dziennikarz, pisząc do lokalnej prasy. Wkrótce po ukończeniu studiów rozpoczął pracę w Urzędzie Wojewódzkim w Wilnie. Do wybuchu wojny pełnił różne funkcje w urzędach administracji wileńskiej między innymi w Starostwie Grodzkim Wileńskim oraz Starostwie Wileńsko-Trockim. Z tamtego czasu wywodzi się bardzo bliska znajomość ze znaną postacią ze świata elit sanacyjnych – Ludwikiem Bociańskim, który w latach 1935–1939 pełnił obowiązki Wojewody Wileńskiego (później kontynuowali bardzo przyjazne kontakty przez cały okres życia na emigracji). Będąc zaufaną osobą wojewody, zajmował różne eksponowane stanowiska m.in. szefa Referatu Prasy Polskiej (odpowiedzialny m.in. za cenzurę lokalnej prasy i czasopism), kierownika Referatu Bezpieczeństwa (od 1 listopada 1937). Wykonując swoje obowiązki przyczynił się m.in. do zamknięcia lewicowego czasopisma „Poprostu”, którego współredaktorem był Jerzy Putrament oraz aresztowania znanego i aktywnego komunisty Stefana Jędrychowskiego za, w rozumieniu ówczesnego prawa, antypaństwową działalność. Zastępował też okresowo starostę i wicestarostę grodzkiego awansując w końcu (1939) na stanowisko wicestarosty powiatu wileńsko-trockiego.

### Czas II wojny światowej
Wybuch wojny przerwał jego karierę, a on sam przeczuwając problemy jakie miał przynieść najazd bolszewicki, przedostał się na stronę wolnej wówczas Litwy. Jego plany przedostania się do Francji, były skomplikowane pomimo posiadania ważnej wizy. Wadze Litwy bowiem w geście przypodobania się Niemcom nie pozwalały na wyjazd do tego kraju ludziom młodym. Oczywistym wytłumaczeniem było podejrzenie, że dana osoba mogłaby zasilić polskie siły zbrojne formujące się właśnie w tym czasie we Francji i w efekcie działać przeciwko Niemcom. Po dużych trudnościach i wykorzystaniu niezwykłego sprytu życiowego udało mu się tam dotrzeć poprzez Łotwę, Estonię i Szwecję z wielce pomocnym spreparowanym zaświadczeniem wydanym przez życzliwego kowieńskiego lekarza o jego zaawansowanej (nieprawdziwej) chorobie gruźliczej.

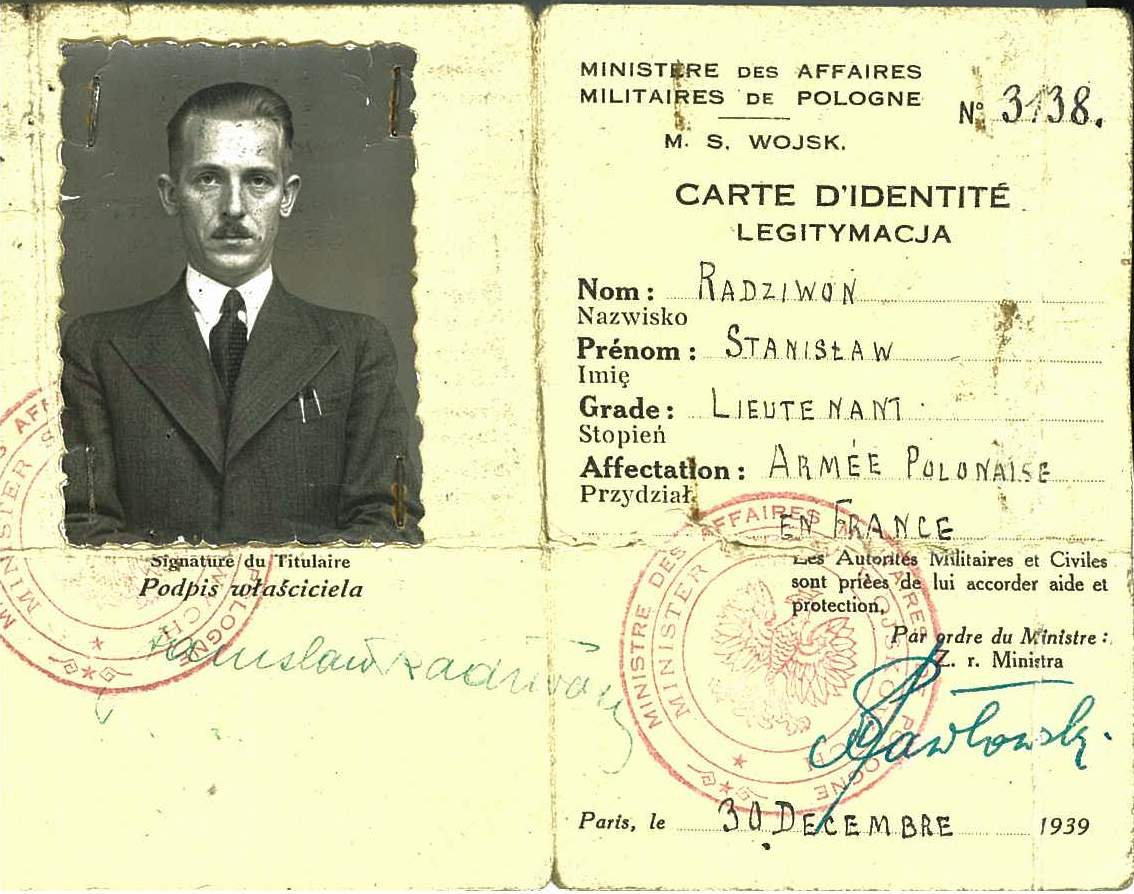
Legitymacja

Do Francji dostał się już w listopadzie i do polskiej armii zgłosił się 18 grudnia 1939. W Armee Polonaise otrzymał rangę porucznika. Pełnił tam różne funkcje, początkowo będąc dowódcą plutonu moździerzy, potem pełniąc funkcję adiutanta, by wreszcie awansować na stanowisko dowódcy kompanii dowodzenia 6 Kresowego pułku strzelców pieszych. W czerwcu 1940 roku po krótkim okresie walki z wrogiem, dywizja w obliczu klęski pod Maiche, decyzją dowództwa przekroczyła pobliską granicę szwajcarską gdzie została internowana. Tydzień później Stanisław Radziwon opuścił potajemnie miejsce internowania i powtórnie przedostał się na teren Francji z zamiarem dotarcia do Wielkiej Brytanii i kontynuowania walki z Niemcami. Swoje przygody i dramatyczne przejścia z tego okresu opisał barwnie w wydawanych w Szkocji od 1962 roku „Wiadomościach”. Po dużych perypetiach udało mu się dotrzeć do Paryża, gdzie ukrywał się w żeńskim klasztorze mieszczącym się w budynku przy 57 Rue Violet. Uzyskując fałszywe francuskie dokumenty, na rowerze przebył całą drogę aż do podnóża Pirenejów spotykając się w wielu miejscach z niezwykłą życzliwością mieszkańców. Polecona osoba zajmująca się szmuglowaniem ludzi, przeprowadziła go przez góry do Hiszpanii w okolice San Sebastian, gdzie został aresztowany przez Guarde Civil, uwięziony a później odesłany do Francji. Po ucieczce z pociągu został następnie aresztowany przez gestapo, otrzymał wyrok i cudem uniknął śmierci. Powtórnie przedostał się do Hiszpanii i dalej do Portugalii, gdzie w lipcu 1941 roku w działającym ciągle Legacio da Polonia (Rua das Amoreiras 105) otrzymał polski paszport wydany przez Wydział Konsularny w Bernie. Kilka dni później, 5 sierpnia otrzymał wizę uprawniającą do wjazdu do Zjednoczonego Królestwa. Warunkowa wiza zawierała adnotację: "Permitted to land in United Kingdom on condition that the holder reports at once to the Polish Army headquarters in United Kingdom and is subject to such further conditions as the Secretary of State may at any time impose". Z pomocą brytyjskiej tajnej operacji morskiej (polegającej na zbieraniu nocą do łodzi ludzi dążących do zasilenia wojsk ze wskazanego punktu) dotarł do Gibraltaru, gdzie spędził 6 tygodni w oczekiwaniu na wyjazd do Wielkiej Brytanii. Nastąpiło to 17 października 1941 roku a już dzień później został on oficjalnie wcielony do armii.
Po przejściu szeregu szkoleń w Anglii dopiero w 1943 roku został odesłany do Szkocji otrzymując przydział do 2 batalionu grenadierów, którego żołnierzy nazywano potocznie „Kratkowanymi Lwiątkami”. Służbę w Polskich Siłach Zbrojnych pod zwierzchnictwem brytyjskim zakończył 23 października 1946 roku. W tym okresie pełnił obowiązki adiutanta, a później kwatermistrza aż do czasu rozwiązania oddziału i przeniesienia go do Polish Resettlement Corps z którego został oficjalnie zwolniony 31 stycznia 1948 roku. Za zasługi wojenne był odznaczony Srebrnym Krzyżem Zasługi oraz brytyjskim Defence Medal – za wojnę 1939-45. Służbę zakończył w randze kapitana. W szkockich środowiskach kombatanckich znany był pod pseudonimem "Wojewoda".

### Prywatne życie po demobilizacji
W ostatnim okresie służby (od 28 marca 1947 roku) oddelegowany został do odbycia kursów uniwersyteckich po ukończeniu których uzyskał dyplom na University of Edinburgh (Faculty of Law, Diploma in Administrative Law and Practice) w dniu 19 grudnia 1947 roku. Po krótkim okresie prób rozpoczęcia pracy zawodowej, doświadczając licznych problemów z lokalną konkurencją w działalności profesjonalnej i przewidując lata ciężkich zmagań w przebijaniu się i budowaniu kariery prawniczej, postanowił spróbować szczęścia w biznesie. Kupił w 1948 roku podupadły hotel, zainwestował pieniądze w renowacje i w efekcie Hotel Dorchester cieszył się doskonałą renomą, a pośród licznej braci polskich żołnierzy osiadłych w Szkocji, zwany był żartobliwie „Karczmą Grenadierów”. Tam odbywały się zarówno oficjalne zebrania „Kratkowanych Lwiątek” (pierwszy zjazd Koła) jak i prywatne towarzyskie spotkania dawnych towarzyszy broni. W tymże hotelu pracował przez pewien czas zaprzyjaźniony generał Stanisław Maczek. Szeroko znany jest fakt, że po zakończeniu wojny i demobilizacji wielu wysokiej rangi oficerów rząd brytyjski pozostawił właściwie bez środków do życia, zmuszając ich do wykonywania najprzeróżniejszych zajęć by zdobyć środki utrzymania dla rodzin. Po sprzedaży hotelu, w 1965 roku Stanisław Radziwon zmienił swoje zajęcie na mniej absorbujące, inwestując w biuro podróży Trans-Continental Travel Services Ltd w Glasgow (funkcjonujące pod tą samą nazwą do dzisiaj), stając się jednocześnie prezesem nowej spółki. Wojenna znajomość z pochodzącym z arystokratycznego rodu oficerem brytyjskim Lawrence Younger (poległym pod Tunisem) rozpoczęła okres zażyłych kontaktów z jego matką. Znajomość ta przeistoczyła się z biegiem czasu w iście matczyną opiekę obolałej kobiety (w czasie wojny straciła ona również drugiego syna) nad samotnym, pozbawionym ojczyzny żołnierzem. Znajomość ta pozwoliła Stanisławowi na poznanie i obcowanie pośród kręgów arystokracji Szkockiej (Montague-Douglas), co przyczyniło się do utrwalenia i umocnienia jego statusu towarzyskiego w czasie życia na emigracji na bardzo wysokim poziomie. Duży wkład w tej kwestii wniosła również rodzina emerytowanego pułkownika Armii Brytyjskiej w Indiach - Bruce Turnbull oraz romantyczna znajomość z jego córką – Barbarą Turnbull.
Czasy wojny uniemożliwiły kontakty z pozostawioną w Polsce rodziną i poniekąd zaoszczędziły mu cierpień, część jego rodziny została wywieziona na Syberię w czerwcu 1941 roku, gdzie spędziła w bardzo trudnych warunkach 5 lat. Tam w obwodzie omskim zmarł z głodu i wycieńczenia jego ojciec. Jego młodszy brat Romuald, z którym był bardzo blisko związany poprzez czas edukacji i lat spędzonych w Wilnie, był osobą związaną poprzez pracę dla znanego pisma wileńskiego „Słowo” z Józefem Mackiewiczem oraz prywatnie z Sergiuszem Piaseckim, był on również aktywnym działaczem lokalnej konspiracji, jesienią 1945 roku został on brutalnie zamordowany przez Rosjan w upozorowanym wypadku drogowym. Kolejny, młodszy brat, Piotr został zamordowany przez podszywającą się pod „ludową” partyzantkę w maju 1944 roku. Pozostali bracia pozostawieni w Polsce mieli różne koleje losu przy czym starszy o 2 lata Władysław - również ściśle związany z Wileńszczyzną - osiągnął duże sukcesy na polu medycyny. Z obaw przed prześladowaniami rodziny i swoim własnym SR unikał kontaktów z Polską i na odwiedziny ojczyzny odważył się dopiero po przemianach politycznych w atmosferze tzw. "odwilży" 1956 roku.

### Działalność w Kole byłych żołnierzy „Kratkowanych Lwiątek”.
Stanisław Radziwon w życiu prywatnym był znanym i cenionym organizatorem i społecznikiem. To on, wraz ze Stefanem Chaszczyńskim był głównym organizatorem powołania do życia Koła Byłych Żołnierzy 2 Batalionu Grenadierów „Kratkowane Lwiątka”, które powstało 15 maja 1948 roku, tuż po demobilizacji. Po wyjeździe pana Józefa Włodarczyka do USA w 1952 roku, przejął po nim sekretariat Koła stając się motorem pracy organizacji i jednocześnie głównym łącznikiem pomiędzy rozproszonymi po świecie członkami batalionu. Na walnym zjeździe Koła w Edynburgu w roku 1961 obrany został przez aklamację Prezesem Koła co powtórzyło się w roku 1963. Na następnym zjeździe w Edynburgu w 1965 roku zrezygnował ze swojej funkcji przekazując pozycję Marianowi Blankenstein, pozostając ciągle w zarządzie koła i zatrzymując stanowisko redaktora „Wiadomosci”.

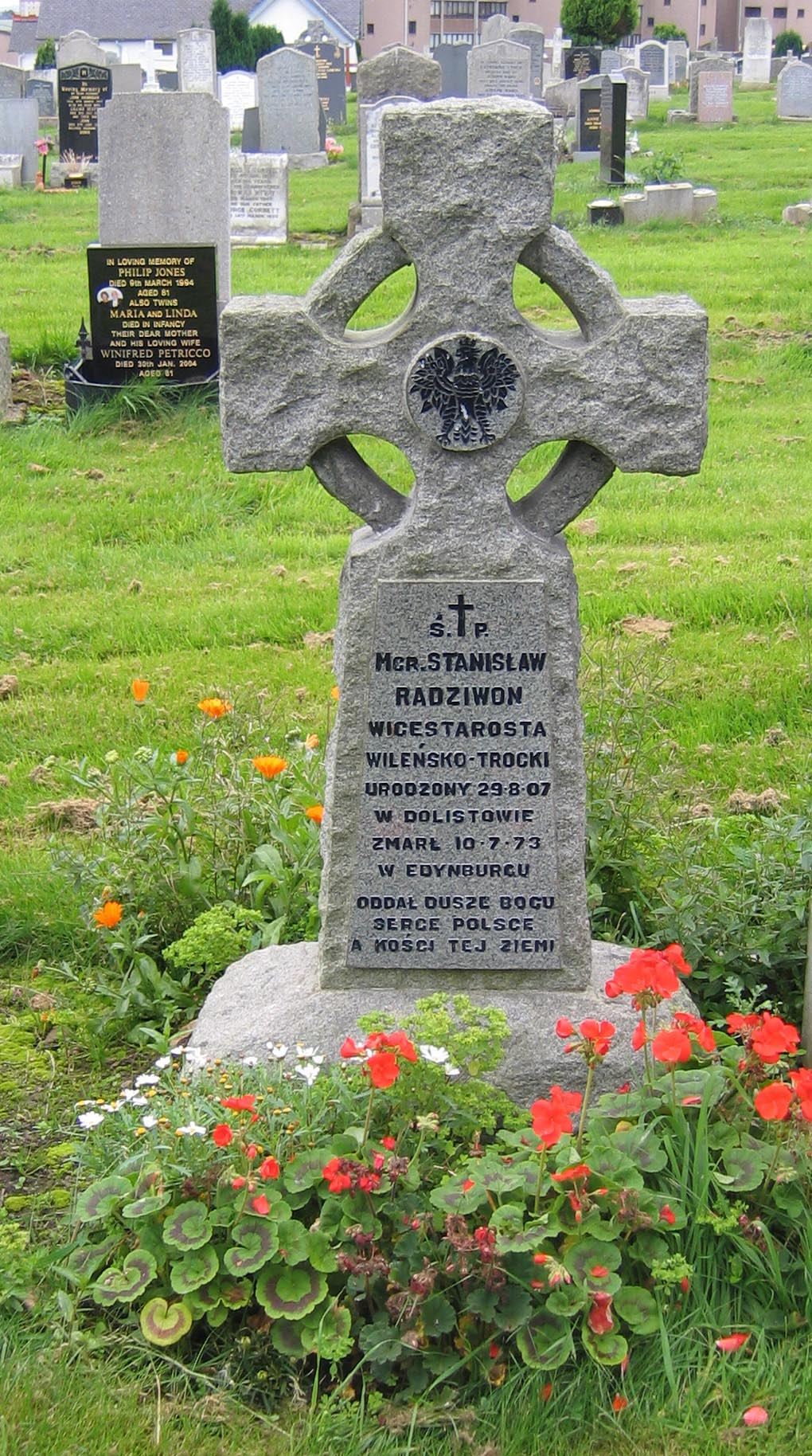
Nagrobek

W uznaniu jego zasług dla Koła Zjazd nadał mu godność dożywotniego Honorowego Prezesa Koła. Mając więcej czasu po rezygnacji z prezesury SR rozpoczął intensywne odwiedzanie miejsc, gdzie znajdowały się większe skupiska członków Koła, nie tylko w Wielkiej Brytanii i kontynentalnej Europie, ale też w odległych miejscach jak USA, Kanada, Brazylia, Argentyna a nawet w egzotycznym Kamerunie. W czasie kadencji 1965–67 był inicjatorem i motorem poczynań w celu połączenia Koła „Kratkowanych Lwiatek” z Kołem Byłych Komandosów. Działania te uwieńczone zostały zjednoczeniem obu organizacji na zjeździe w 1967 roku. W tymże, 1967 roku był aktywnym członkiem komitetu organizacyjnego dużej wystawy pamiątek po Józefie Piłsudskim z okazji 100-lecia urodzin, która miała miejsce w dniach 9-12 listopada w Edynburgu. Honorowego otwarcia wystawy dokonała córka Marszałka – dr Wanda Piłsudska. Wystawa odniosła wielki sukces będąc tłumnie odwiedzana nie tylko przez lokalną Polonię. Wiosną 1970 roku po powrocie z długiej podroży do Brazylii przeszedł wylew krwi do mózgu doznając częściowego paraliżu i tracąc zdolność czytania. Problemy ze zdrowiem były powodem przerwania działalności w Kole, a wkrótce potem formalnego przekazania redagowania „Wiadomosci-Wypad” swemu przyjacielowi Maciejowi Zajączkowskiemu. Ustabilizowany stan zdrowia, powodujący jednak duże ograniczenia w normalnym funkcjonowaniu trwał prawie trzy lata kiedy to niespodziewanie nastąpił zgon w czasie snu. Według opinii lekarskiej bezpośrednią przyczyną śmierci był zawał serca. Stanisław Radziwon pochowany został na cmentarzu katolickim Mount Vernon w Edynburgu. Na nagrobku wyryty został napis: „SR wicestarosta Wileńsko-Trocki... oddał duszę Bogu, serce Polsce a kości tej ziemi”. 15 sierpnia 1973 został odznaczony pośmiertnie przez Prezydenta RP na uchodźstwie Krzyżem Kawalerskim Orderu Odrodzenia Polski.